# Calonne-sur-la-Lys
Calonne-sur-la-Lys is een gemeente in het Franse departement Pas-de-Calais (regio Hauts-de-France). De plaats maakt deel uit van het arrondissement Béthune. Calonne-sur-la-Lys telde op 1 januari 2022 1.578 inwoners.

## Geografie
De oppervlakte van Calonne-sur-la-Lys bedroeg op 1 januari 2022 11 vierkante kilometer; de bevolkingsdichtheid was toen 143,5 inwoners per km².
Calonne ligt in de vlakte van de Leie en wordt doorstroomd door de Clarence. De hoogte bedraagt 13-19 meter.

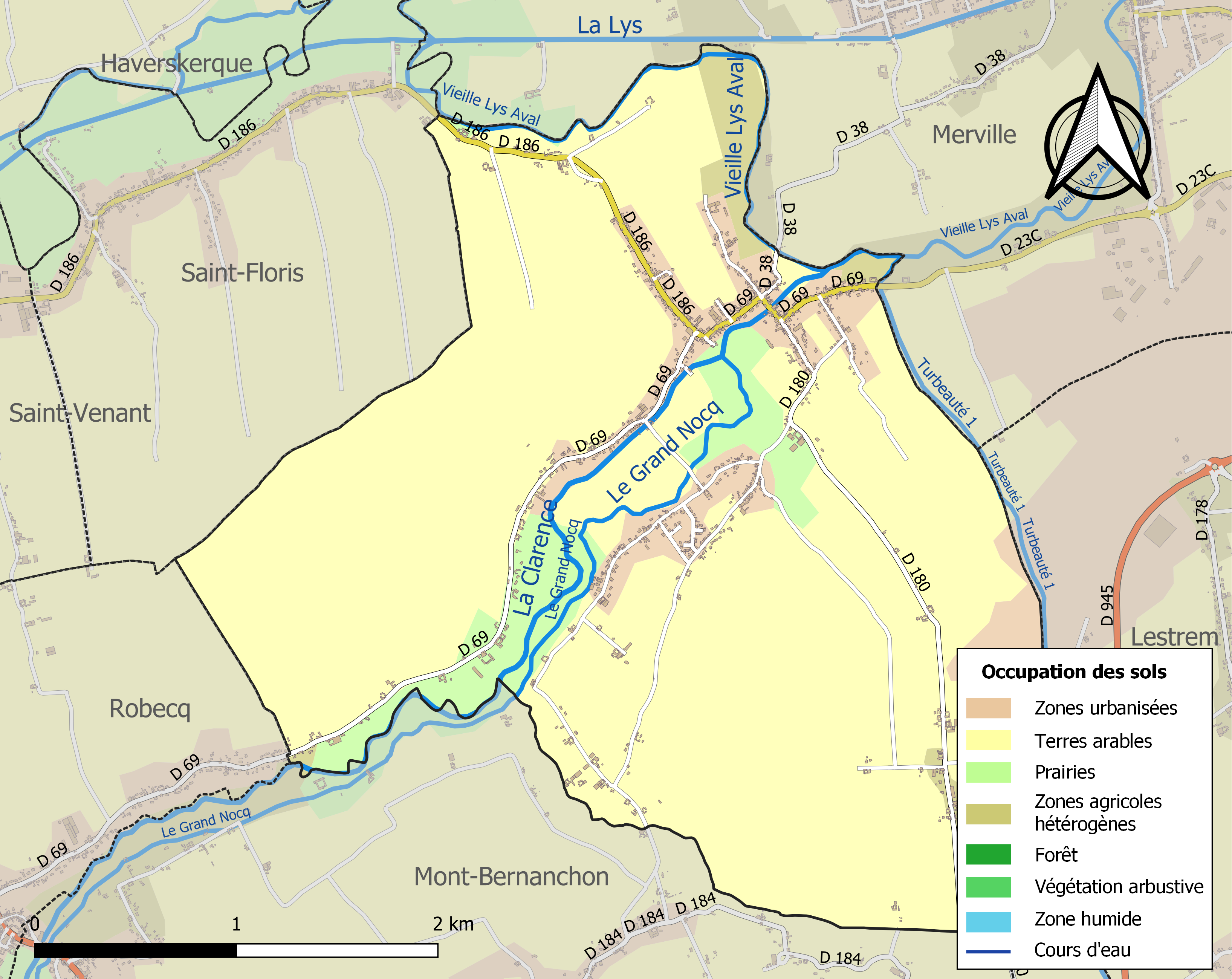
Kaart van de gemeente met belangrijkste infrastructuur, bodemgebruik en omliggende gemeenten

## Geschiedenis
Vanaf de 16e eeuw werd de vlasteelt beoefend. Het vlasroten geschiedde in de rivierbegeleidende moerassen. Tegenwoordig worden er veel witte bonen (lingots du Nord) geteeld.
Tijdens de Eerste Wereldoorlog werd het dorp grotendeels verwoest.

## Bezienswaardigheden
- De Sint-Omaarskerk (Église Saint-Omer) werd tijdens de Eerste Wereldoorlog verwoest en daarna herbouwd. Het is een neogotische basilicale kerk met voorgebouwde toren, uitgevoerd in rode baksteen.

## Demografie
Onderstaande figuur toont het verloop van het inwonertal (bron: INSEE-tellingen).

## Geboren
- Robert Gaguin (1433-1501), historiograaf en humanist.

## Nabijgelegen kernen
Merville, Saint-Floris, Robecq, Hinges, Mont-Bernanchon, Lestrem